# The Futurist
Albums de Shellac
At Action Park
(1994) Terraform
(1998)
The Futurist est un album de Shellac sorti en 1997. La musique de l'album fut à l'origine composée pour une troupe de danse canadienne, mais fut finalement éditée en 33 tours, en seulement 779 exemplaires, qui furent offerts à des amis du groupe, raison pour laquelle on le désigne quelquefois sous le nom de Friends Of Shellac (« amis de Shellac »).
La pochette du vinyle présente une liste des amis en question, avec le nom du destinataire entouré sur chaque exemplaire particulier. Certains pensent que cela visent à identifier le « coupable » dans le cas où l'un d'eux serait vendu. En bas de la pochette figure un cadre blanc destiné à accueillir le nom de ceux qui auraient éventuellement été omis de la liste.
On estime également que l'album ne fut jamais commercialisé car les membres du groupe ne s'estimaient pas suffisamment satisfaits du résultat final, ce qui constitue une bonne illustration de la posture anticommerciale de ces derniers.
Plutôt que de morceaux clairement identifiés, l'album se compose d'un enchaînement de dix mouvements.